# Устюхина, Анна Владимировна
Анна Владимировна Устюхина  (род. 18 марта 1989 года) — российская ватерполистка, вратарь ватерпольного клуба «Измайлово» и сборной России. Заслуженный мастер спорта.

## Карьера
Выступала за команды  «Юность» (Волгодонск), «Штурм-2002», «Измайлово». В 2010 году выполнила нормативы мастера спорта.
Стала победительницей Универсиады 2013 года, за что Анне было присвоено спортивное звание мастера спорта международного класса.

## Образование
Окончила Кубанский государственный университет физической культуры, спорта и туризма (Краснодар).

## Награды
- Медаль ордена «За заслуги перед Отечеством» II степени (25 августа 2016 года) — за высокие спортивные достижения на Играх XXXI Олимпиады 2016 года в городе Рио-де-Жанейро (Бразилия), проявленные волю к победе и целеустремлённость[4].
- Почётная грамота Президента Российской Федерации (2013) — за высокие спортивные достижения на XXVII Всемирной летней универсиаде 2013 года в городе Казани.